# Sergei Tetyukhin
Sergei Yurievich Tetyukhin (em russo: Сергей Юрьевич Тетюхин; Fergana, 23 de setembro de 1975) é um ex-jogador de voleibol russo, que atuava como ponteiro pela Seleção da Rússia. Tetyukhin disputou seis edições dos Jogos Olímpicos, conquistando quatro medalhas: ouro em Londres 2012, prata em Sydney 2000 e bronze em Atenas 2004 e Pequim 2008. Após os Jogos de Londres 2012, anunciou a aposentadoria da seleção nacional e foi eleito o Atleta do Ano da Rússia; porém, retornou à sua seleção para a disputa dos Jogos do Rio 2016.
Em 2018 o atleta se aposentou das quadras após atuar por 7 temporadas consecutivas pelo Lokomotiv Belgorod. De 2019 a 2021 virou gestor da seleção russa e em 2021 assumiu a cadeira da presidência do Lokomotiv Belgorod após Gennady Shipulin – ex-presidente do clube – deixar o cargo.

## Carreira
- Lokomotiv Belgorod: 1992-1999
- Parma: 1999-2001
- Lokomotiv Belgorod: 2001-2009
- Zenit Kazan: 2009-2010
- Lokomotiv Belgorod: 2012-2018

## Principais títulos
- Liga dos Campeões da CEV: (4x)

2002-03, 2003-04, 2007-08, 2013-14
- Taça CEV: (1x)

2008-09
- Campeonato Russo: (10x)

1996-97, 1997-98, 2001-02, 2002-03, 2003-04, 2004-05, 2006-07, 2009-10, 2010-11, 2012-13
- Copa da Rússia: (10x)

1995, 1996, 1997, 1998, 2003, 2005, 2007, 2009, 2012, 2013
- Supercopa da Rússia: (4x)

2010, 2011, 2013, 2014